# Giovanni Giudici
Giovanni Giudici (Portovenere, 26 giugno 1924 – La Spezia, 24 maggio 2011) è stato un poeta e giornalista italiano.
Cresciuto nel borgo marinaro di Le Grazie vicino a Portovenere, la sua opera è assimilabile alla categoria anti-novecentista (postulata da Pier Paolo Pasolini), insieme a Carlo Betocchi, Sandro Penna e Giorgio Caproni, nonché alla Linea lombarda (categoria storiografica elaborata da Luciano Anceschi).

## Biografia
Figlio di Gino Giudici, impiegato presso vari enti privati, e Alberta Giuseppina Portunato, maestra elementare nella scuola dell'isola Palmaria e poi in quella delle Grazie, il poeta era il quartogenito e l'unico sopravvissuto di cinque figli tutti morti poco dopo la nascita o al momento del parto.

### Gli anni dell'infanzia e i primi studi
Alle Grazie, dove il nonno paterno, discendente da una famiglia di piccoli possidenti di Casale Marittimo (Pisa), esercita la professione di farmacista, abitano anche i nonni materni e Giovanni trascorre i primi anni dell'infanzia nel paese natio tra la casa dei genitori e quella dei nonni ricevendo dalla madre una seria educazione cattolica. La morte della madre, avvenuta l'8 novembre 1927 per una eclampsia da parto,  lascia in Giovanni una "voragine di privazione" che anziché colmarsi si allargherà col trascorrere degli anni.
Nel 1928, il padre Gino si risposa con Clotilte Carpena, dalla quale avrà cinque figli, e nel 1929 si trasferisce a Cadimare aumentando così la sofferenza di Giovanni che deve allontanarsi dalle Grazie e dai nonni. A Cadimare egli frequenta presso un Istituto di suore l'asilo e, avendogli il padre fatto saltare una classe, la seconda elementare, ma verso la fine degli anni trenta il padre si trasferisce con i suoi familiari alla Spezia e sarà questo un altro periodo difficile per Giovanni che risentirà della ristrettezza economica della famiglia e dei ricatti sentimentali ai quali lo sottopongono, pur a fin di bene, i nonni paterni e i parenti della madre che lo vorrebbero in affido.
Alle Grazie Giovanni riuscirà a tornare nel 1932 e a frequentare per due trimestri la quarta elementare fino a quando il padre Gino, impiegato presso l'Istituto ISTAT e in seguito al Ministero della guerra, si trasferisce, nel 1933, a Roma e, in attesa di un definitivo alloggio, colloca il figlio presso il Pontificio Collegio Pio X dove Giovanni rimane fino alla primavera del 1935 terminando la quinta elementare e la prima ginnasiale.
Durante l'estate però gli è concesso di trascorrere le vacanze alla Grazie presso le famiglie dei nonni e della zia materna Angela.

### Gli studi superiori
Nel 1935, quando la famiglia ottiene l'assegnazione di un appartamento dell'Istituto Case Popolari, il padre gli fa lasciare il collegio ed egli prosegue gli studi presso l'Istituto Quinto Orazio Flacco a Monte Sacro. Risalgono a questo periodo i primi tentativi poetici tra i quali rimane un sonetto, ispirato al monumento che si trova sul piazzale di Porta Pia, intitolato Il bersagliere.
La famiglia intanto si trova sempre in gravi difficoltà economiche e Giovanni riceverà in dono i libri scolastici da alcune sue insegnanti tra le quali Letizia Falcone che diventerà in seguito nota ispanista e traduttrice di Cervantes e di Teresa di Lisieux. Scrive in questo periodo altri componimenti poetici, sempre in forma di sonetto, dedicati ad una compagna di scuola.
Risalgono a questo periodo le sue numerose letture extrascolastiche che, non avendo i mezzi per comprarsi i libri, compie prendendoli in prestito preso la Biblioteca comunale. Nel 1939 si iscrive al Liceo classico statale Giulio Cesare presso la sezione staccata di Monte Sacro e al termine della seconda liceo, con la media di otto decimi, può affrontare direttamente l'esame di maturità e per pagarsi le lezioni di matematica dà, a sua volta, lezioni di greco e latino.

### L'università e i primi racconti
Su insistenza del padre, nel 1941, si iscrive alla facoltà di Medicina ma è attirato da quella di Lettere  dove si reca spesso ad ascoltare le lezioni. Proprio alla fine del 1941 risalgono i primi contatti con i militanti dell'antifascismo a Monte Sacro e in seguito, sempre più frequenti, quelli con i gruppi romani e del PCI.
Nella primavera del 1942 decide di cambiare il corso di studi e si iscrive alla Facoltà di Lettere dove frequenta i corsi di famosi maestri come Giulio Bertoni di Filologia romanza, Alfredo Schiaffini di Storia delle Lingue, Gino Funaioli di Letteratura latina, Natalino Sapegno di Letteratura italiana, Antonino Pagliaro di Glottologia, Giuseppe Cardinali di Storia romana, Pietro Paolo Trompeo di lingua e letteratura francese, Gennaro Perrotta di letteratura greca.
Si ampliano le sue conoscenze letterarie e le letture diventano più varie. Risale a questo periodo, come il poeta stesso ci racconta, le letture di Rilke e di Campana, la lettura assidua della rivista Primato di Bottai e stringe amicizia con un suo compagno di studi, Ottiero Ottieri.
Risalgono al 1943 i suoi primi racconti e un gruppo di poesie che gli vengono però rifiutate. Legge una poesia di Sereni sul settimanale Tempo edito da Mondadori e, sempre sullo stesso settimanale qualche poesia di Ungaretti, Quasimodo, Penna e Gatto.

### Il periodo della guerra
Nel periodo della guerra, per non essere richiamato al servizio militare, trova rifugio presso la casa di un amico dove rimane nascosto e dopo l'8 settembre partecipa, all'interno del quartiere dove abita, all'attività clandestina del Partito d'Azione e fonda, insieme ad un gruppo, il giornale "La nostra lotta".
Il 6 gennaio 1944 riesce ad entrare nella Guardia di Finanza della Città aperta di Roma dove presta servizio per sette mesi e il 4 giugno assiste alla liberazione di Roma da parte dell'esercito statunitense.
Riprende intanto gli studi interrotti e per aiutare finanziariamente la famiglia dà lezioni private. Conosce in questo periodo il sacerdote Ernesto Buonaiuti, che era stato privato dell'insegnamento universitario per non aver voluto giurare fedeltà al regime fascista, il quale gli offre di lavorare per qualche tempo per lui scrivendo a macchina sotto dettatura.
Risale al luglio del 1944 il racconto L'odore d'acetilene e verso la fine dell'anno trova lavoro come garzone di cucina presso la caserma della Royal Air Force inglese ma presto, dietro raccomandazione si inserisce al Ministero dell'interno e viene assegnato alla Questura di Roma dove lavora per un po' di tempo all'ufficio stampa.
Pubblica nel frattempo, sulla rivista "1945" diretta dal Buonaiuti, due articoli sul pensiero di Charles Péguy e riesce, con i primi guadagni, ad acquistare Il Canzoniere di Saba.
Continua a cimentarsi con il racconto e scrive Il colore blu della morte, Uomini a gara oltre ad alcune poesie e il 1º agosto dibatte una tesi di laurea, con il relatore Pietro Paolo Trompeo, in Letteratura francese sul poeta francese Anatole France, anche se avrebbe desiderato lavorare su Charles Baudelaire, e prima della fine dell'anno entra a far parte del Partito Socialista Italiano di Unità Proletaria (PSIUP) come segretario del circolo giovanile di Monte Sacro.

### Gli anni del dopoguerra
Nella primavera del 1946 riesce a trascorrere un periodo di vacanza a Monte Sacro che sente sempre di più essere il paese che maggiormente ama.
Cresce in lui, oltre il bisogno di poesia, il desiderio di mettere ordine nella sua vita, come avere un lavoro stabile, una famiglia e una casa, ma la sua situazione economica non glielo permette ancora.
Continua a svolgere attività politica nel PSIUP e comincia a compiere i primi viaggi a Milano e a Torino, dove fa diverse importanti conoscenze e sul numero speciale del 2 giugno di "Rivoluzione Socialista", il supplemento settimanale dell'"Avanti!" , esce la sua prima poesia edita dal titolo Compagno, qualche volta..

#### L'attività di giornalista
Inizia nel 1947 la sua attività di cronista presso il quotidiano "L'Umanità" di Roma, venendo assunto come giornalista professionista il 1º gennaio 1948, col ruolo di capocronista. Alla chiusura del giornale, il 31 luglio dello stesso anno, Giudici passa alla redazione de "L'Umanità" di Milano. Durante questo periodo conosce Mario Picchi con il quale stringe una salda amicizia.
Nel dicembre del 1947 ha l'occasione di ascoltare Thomas Stearns Eliot che legge i suoi versi nell'aula magna del Collegio Romano, avvenimento che lo riempie di entusiasmo.
Nel frattempo ottiene l'abilitazione all'insegnamento nella scuola media.
Nel 1949, grazie ad Alberto Frattini che aveva conosciuto ai tempi dell'università, riesce a pubblicare due liriche (Là dove gli angeli cantano, Sola caduta a infrangere)  e un articolo su Saba sulla rivista Accademia e il 14 settembre su Il cittadino. Settimanale dell'Italia socialista propone un'inchiesta che riguarda i viaggi all'estero degli italiani.
Negli anni collabora con vari giornali, di sinistra e non, come "l'Espresso", "l'Unità", "Il Secolo XIX", "Il Tirreno" e "Corriere della Sera"; tra le riviste è attivo in "Rinascita", "La Fiera Letteraria", "Comunità", "Quaderni piacentini", "Questo e altro" e "Linea d'ombra".
Legge in questo periodo l'opera di Piero Jahier (Ragazzo), che conoscerà a Milano nel 1963, e ne rimane molto colpito.
Gli si offrono intanto tre proposte di lavoro, l'insegnamento in una scuola media di Velletri, l'assunzione nella redazione di "Paese Sera" e un impiego presso gli uffici romani dell'USIS (United States Information Service) che dipendono dall'ambasciata statunitense. Egli sceglie quest'ultimo, anche perché meglio retribuito, ed inizia l'attività come redattore del bollettino quotidiano da inviare ai vari giornali. Collabora inoltre con la rivista dell'USIS "Mondo occidentale".
Nel 1956 fu assunto come impiegato nel reparto pubblicitario dell'Olivetti di Ivrea; passa brevemente per Torino e in seguito viene trasferito nella sede di Milano (condividendo l'ufficio con Franco Fortini), dove approda il 14 luglio 1958.
Un quattordici luglio io sbarco in questa città

Pago un caffè e un giornale:

Miramilano miracolosa

Tutto cambiato e uguale!»
(Vent'anni, vv. 38-42, da Il ristorante dei morti)

### Dagli anni Sessanta e Settanta

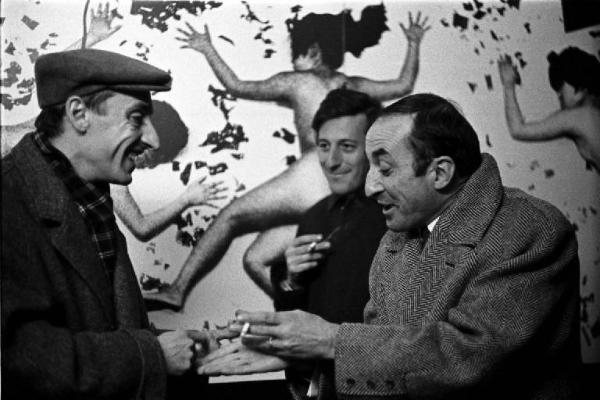
Giovanni Giudici, a destra, presenzia a una mostra d'arte a Milano nel 1969

Nella città meneghina avrà modo di incontrare e frequentare, tra gli altri, Vittorio Sereni, che gli permetterà di pubblicare per Mondadori la sua prima raccolta La vita in versi (1965). I due diventano amici, condividendo anche, fra gli altri interessi, quello per il calcio: mentre Giudici era un tifoso del Genoa, Sereni era interista.
Vista insieme – che fu

Un cinque a due trionfo

Del tuo fantasma nerazzurro un débacle

Per i miei scassati rossoblu.

E poi niente per tanti anni. Con altri

Non con te il colloquio.»
(Un tardo colloquio, vv. 15-21, da Quanto spera di campare Giovanni)
Nel 1966 Giudici soggiorna più di un mese a Mosca per la mostra "Interorgteknika" al parco Sokol'niki.
Nel marzo del 1967 sarà a Praga insieme allo stesso Sereni, Franco Fortini e Andrea Zanzotto, in occasione della pubblicazione di Paradiso interrotto (volume che raccoglieva poeti italiani di allora), invitato dal ceco Vladimír Mikeš, curatore dell'antologia. Tornerà a Praga nel maggio e nel settembre dell'anno successivo.

### Gli ultimi trent'anni di vita
Nel 1979 conclude il suo lavoro presso la Olivetti.
Dal 1980, sotto indicazioni di Vittorio Sereni, dirige la collana poetica de "i Paralleli" per il Saggiatore.
Dal 1990 al 1992 è consigliere comunale alla Spezia, eletto come indipendente del Partito Comunista Italiano. Dal 1992 al 1993 ricopre il ruolo di assessore provinciale alla cultura
Nel 1992 si trasferisce a La Serra, una frazione di Lerici, per poi ritornare nella nativa Portovenere.
Tra il 1993 e il 1997 scrive una rubrica su L'Unità, "Trentatre righe", caratterizzata dalla brevità degli articoli, appunto, di circa trentatre righe, in cui Giudici commentava temi culturali e letterari. In totale, sono stati pubblicati 154 articoli. 
Muore all'ospedale della Spezia il 24 maggio 2011, all'età di 86 anni.

## Opere

### Poesia

#### Raccolte
- La vita in versi, Milano, Mondadori, 1965.
- Autobiologia, Milano, Mondadori, 1969.
- O beatrice, Milano, Mondadori, 1972.
- Il male dei creditori, Milano, Mondadori, 1977.
- Il ristorante dei morti, Milano, Mondadori, 1981.
- Lume dei tuoi misteri, Milano, Mondadori, 1984.
- Salutz (1984-1986), Torino, Einaudi, 1986; con uno scritto di Giovanni Raboni; postfazione di Carlo Londero, Il saggiatore, Milano 2016.
- Prove del teatro, con un saggio di Carlo Ossola, Einaudi, Torino 1989.
- Fortezza, Torino, Milano, Mondadori, 1990.
- Quanto spera di campare Giovanni, Milano, Garzanti, 1993.
- Empie stelle, Milano, Garzanti, 1996.
- Eresia della sera, Milano, Garzanti, 1999.

Edizioni complete
- I versi della vita, a cura di Rodolfo Zucco, con un saggio introduttivo di Carlo Ossola; cronologia a cura di Carlo Di Alesio, Milano, Mondadori, 2000 (I Meridiani).
- Tutte le poesie, introduzione di Maurizio Cucchi, Milano, Mondadori, 2014. 2ª ed. 2021.

#### Poesie in volume
- Fiorì d'improvviso, Roma, Edizioni del Canzoniere, 1953.
- La stazione di Pisa e altre poesie, Urbino, Istituto Statale d'Arte, 1955.
- L'intelligenza col nemico, Milano, All'insegna del pesce d'oro, 1957.
- Se sia opportuno trasferirsi in campagna: diciassette poesie, Milano, All'insegna del pesce d'oro, 1961.
- L'educazione cattolica (1962-1963), Milano, All'insegna del pesce d'oro, 1963.
- In principio era il comunicato, SIPRA, Torino 1967
- Le ore migliori, con un'acquaforte di Attilio Steffanoni, Verona, Editiones Dominicae, 1967.
- La Bovary c'est moi: poesie per una voce (con Giudici: la discesa agli inferi di Giorgio Cusatelli), Verona, Editiones Dominicae, 1968.
- Canto teatrale, Milano, Scheiwiller, 1973.
- Poesie scelte (1957-1974), a cura di Fernando Bandini, Milano, Mondadori, 1975.
- Scarabattole, illustrazioni di Nicoletta Costa, A.Mondadori, Milano 1989.
- Poesie (1953-1990), Milano, Garzanti, 1991 (2 voll.).
- Il paradiso: perché mi vinse il lume d'esta stella: satura drammatica, presentazione di Franco Brioschi, Costa & Nolan, Genova 1991
- Un poeta del golfo, a cura di Carlo Di Alesio, Milano, Longanesi, 1995.
- Da una soglia infinita. Prove e poesie 1983-2002, a cura di Evelina De Signoribus; introduzione di Carlo Di Alesio; nota ai testi di Rodolfo Zucco; illustrazioni di Sandro Pazzi, Casette d'Ete, Grafiche Fioroni, 2004.

Edizioni postume
- Prove di vita in versi. Il primo Giudici da 'Istmi. Tracce di vita letteraria', 2012.
- Il Paradiso. Perché mi vinse il lume d'esta stella, a cura di Riccardo Corcione, Milano, Ledizioni, 2019.

### Prosa

#### Narrativa
- Frau Doktor, Milano, Mondadori, 1989.

#### Saggi
- La letteratura verso Hiroshima e altri scritti (1959-1975), Roma, Editori Riuniti, 1976.
- La dama non cercata. Poetica e letteratura (1968-1984), Milano, Mondadori, 1985.
- Andare in Cina a piedi. Racconto sulla poesia, Roma, Edizioni e/o, 1992.
- Per forza e per amore, Milano, Garzanti, 1996.

### Lettere
- Vittorio Sereni, Scritture private. Con Fortini e con Giudici, Capannina, Bocca di Magra, 1995.
- Franco Fortini, Giovanni Giudici, Carteggio 1959-1993, a cura di Riccardo Corcione, Firenze, Olschki, 2018.
- Giovanni Giudici, Vittorio Sereni, Quei versi che restano sempre in noi. Lettere 1955-1982, a cura di Laura Massari, Milano, Archinto, 2021.
- Camillo Sbarbaro, Lettere a Giovanni Giudici (1955-1962), a cura di Francesca Colombi, introduzione di Simona Morando, Genova, San Marco dei Giustiniani, 2021.

### Traduzioni
Scelte
- Omaggio a Praga. Hold Praze. Cinque poesie e tre prose con una piccola antologia di poeti cechi del '900, a cura di Giovanni Giudici, All'insegna del pesce d'oro, Milano 1968
- Poesia sovietica degli anni 60, a cura di Cesare De Michelis; traduzioni di Giovanni Giudici, Joanna Spendel e Gigliola Venturi, A. Mondadori, Milano 1971
- Addio, proibito piangere e altri versi tradotti (1955-1980), Torino, Einaudi, 1982.
- A una casa non sua. Nuovi versi tradotti (1955-1995), postfazione di Massimo Bacigalupo, Mondadori, Milano 1997
- Vaga lingua strana. Dai versi tradotti, Milano, Garzanti, 2003.
- Natura morta con coltello, versi tradotti inediti e dispersi, a cura di Rodolfo Zucco, Il Ponte del Sale, Rovigo, 2024

Autori
- Ezra Pound, H. S. Mauberley, con tre disegni inediti di Jean Cocteau, All'insegna del pesce d'oro, Milano 1959
- Arthur Schlesinger, Kennedy, Edizioni di Comunità, Milano 1960
- Herbert Lionel Matthews, La verità su Cuba, trad. G. Giudici, A. Guadagnin, Ed. di Comunità, Milano 1961
- Haakon Chevalier, Comincio ad Hiroshima, Edizioni di Comunità, Milano 1965
- Robert Frost, Conoscenza della notte e altre poesie, Einaudi, Torino 1965
- Hart Crane, Nei Caraibi, versioni di Giovanni Giudici, Strenna per gli Amici, Milano 1966
- Edmund Wilson, Saggi letterali: 1920-1950, Garzanti, Milano 1967
- Jurij Nikolaevič Tynjanov, Il problema del linguaggio poetico, traduzione di Giovanni Giudici e di Ljudmila Kortikova, Il saggiatore, Milano 1968
- Jiří Orten, La cosa chiamata poesia, prefazione e traduzione di Giovanni Giudici e Vladimír Mikeš, Einaudi, Torino 1969
- John Crowe Ransom, Le donne e i cavalieri, scelta, traduzione e introduzione di Giovanni Giudici, A. Mondadori, Milano 1971
- Aleksandr Sergeevič Puškin, Evgenij Onegin (Eugenio Onieghin) Traduzione in versi italiani di Giovanni Giudici, Garzanti, Milano 1975, con prefazione di Gianfranco Folena, Garzanti, 1983
- Sylvia Plath, Lady Lazarus e altre poesie, Milano, Mondadori, 1976.
- Ezra Pound, Hugh Selwyn Mauberley, a cura di Massimo Bacigalupo; nuova versione di Giovanni Giudici, Il Saggiatore, Milano 1982
- Cinque poesie di Puškin, con Giovanna Spendel, Paideia, Brescia 1983
- Ignacio de Loyola, Esercizi spirituali, traduzione e introduzione di Giovanni Giudici, A. Mondadori, Milano 1984
- Aleksandr Sergeevič Puškin, Viaggio d'inverno e altre poesie, a cura di Giovanni Giudici e Giovanna Spendel, Mondadori, Milano 1985
- Samuel Taylor Coleridge, La rima del vecchio marinaio; Kubla Khan, traduzione di Giovanni Giudici; a cura di Massimo Bacigalupo, SE, Milano 1987
- Sylvia Plath, 26 poesie, A. Mondadori, Milano 1998
- William Shakespeare, 14 x 14: dai sonetti di Shakespeare, tradotti da Giovanni Giudici, Capannina, Bocca di Magra (Ameglia) 2002

## Premi e riconoscimenti
- 1969 – Premio Viareggio sezione Poesia, con Autobiologia[18]
- 1976 – Premio Monselice di traduzione, con Lady Lazarus e altre poesie di Sylvia Plath[19]
- 1984 – Premio Comisso sezione Poesia, con Lume dei tuoi misteri[20]
- 1987 – Premio Librex Montale, con Salutz[21]
- 1997 – Premio Feltrinelli per la Poesia, Accademia Nazionale dei Lincei[22]
- 1999 – Premio Omegna, con Eresia della sera[23]